# Малоорловское сельское поселение
Малоорловское сельское поселение — муниципальное образование в Мартыновском районе Ростовской области. 
Административный центр поселения — хутор Малоорловский.

## Административное устройство
В состав Малоорловского сельского поселения входят:
- хутор Малоорловский;
- хутор Денисов;
- хутор Долгий;
- посёлок Крутоярский;
- хутор Лесной;
- хутор Сальский Кагальник.

## Население
| 2010  | 2012  | 2013  | 2014  | 2015  | 2016  | 2017  |
| ----- | ----- | ----- | ----- | ----- | ----- | ----- |
| 5350  | ↘5276 | ↘5206 | ↘5170 | ↘5123 | ↗5127 | ↘5110 |
| 2018  | 2019  | 2020  | 2021  |       |       |       |
| ↘5106 | ↗5124 | ↗5135 | ↘5123 |       |       |       |